# (74414) 1999 AN9
(74414) 1999 AN9 – planetoida z pasa głównego asteroid okrążająca Słońce w ciągu 5,23 lat w średniej odległości 3,01 j.a. Odkryta 10 stycznia 1999 roku.